# エナン＝ボーモン
エナン＝ボーモン （Hénin-Beaumont）は、フランス、オー＝ド＝フランス地域圏、パ＝ド＝カレー県のコミューン。14のコミューン、人口125,000人を数える自治体間連合Communauté d'agglomération d'Hénin-Carvinの中で最大のコミューンである。エナン＝ボーモンは、1971年のエナン＝リエタール、ボーモン＝アンナルトワの合併で誕生した。そのため、住民は自らをエニノワまたはボーモントワと呼ぶ。
コミューン内には7箇所の炭鉱があり、エナン＝ボーモンは炭鉱業の中心地であった。数箇所のボタ山や鉱山住宅が今も残る。

## 地理
アルトワの一地方、ゴエル（Gohelle）に属する。リールとは30km、アラスとは20km、ドゥエーとは10km離れている。隣接するコミューンは、ドゥルジュ、ノワイエル＝ゴドー、クリエール、モンティニー＝アン＝ゴエル、ルヴロワ、ドロクール、ビリー＝モンティニー、そしてウワニーである。

## 歴史

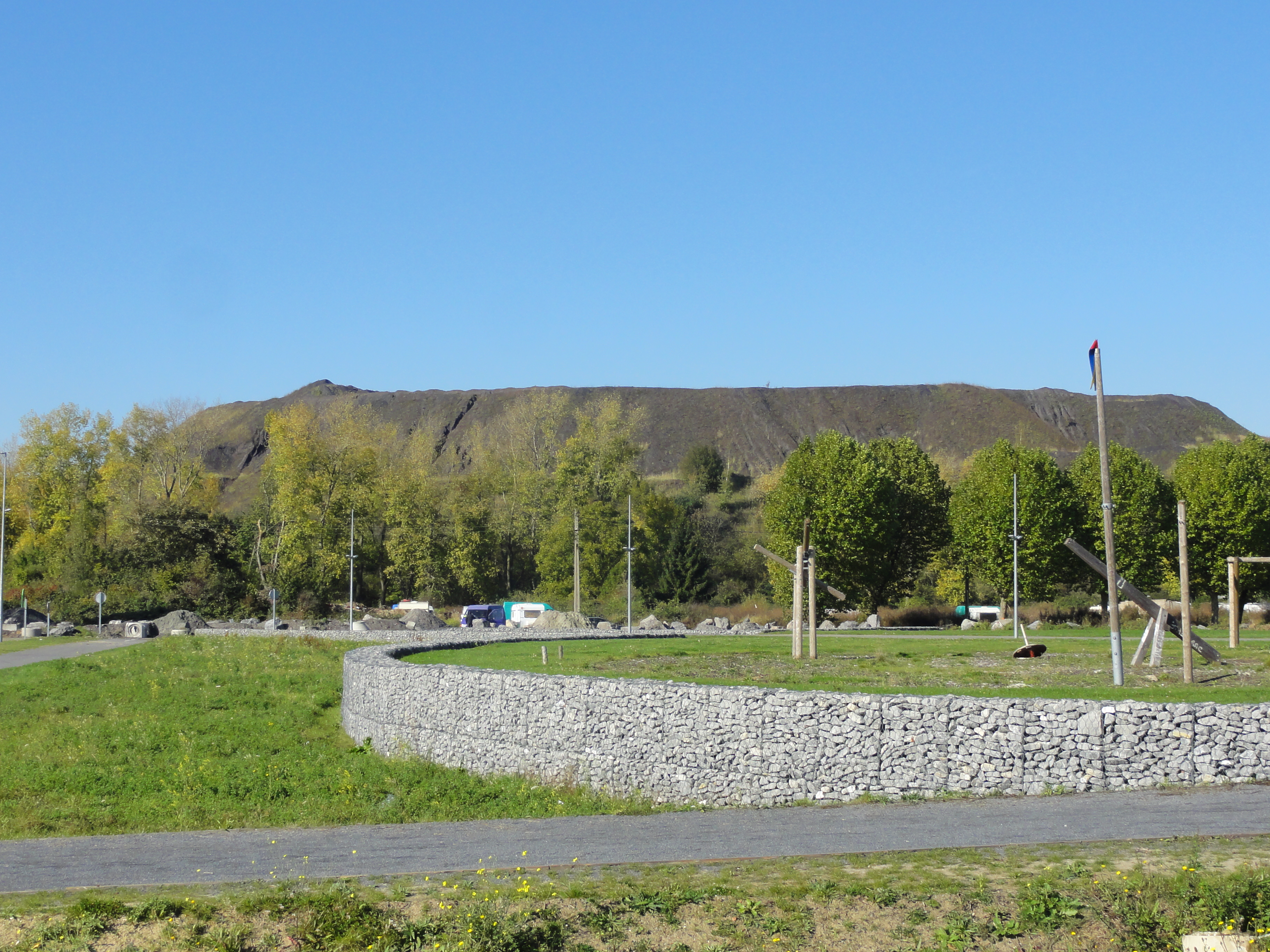
ドロクール社の炭鉱が残したボタ山

古くからエナン＝ボーモンの地には人が定住した。ガリア時代の村の発掘物から、当時は栄えていたことが証明されている。19世紀には湿地帯で貨幣が多く見つかり、ケルト人の集団やゲルマンおよびベルガエ人の存在が確認されている。
360年、最初の教会がつくられた。現在のサン・マルタン教会のある場所である。エナンには間違いなく7世紀にはキリスト教が伝来していた。
7世紀、エナンのアウグスチノ会修道院（のちにノートルダム・ド・エナン＝リエタール修道院と改名）が聖オベールによって建てられた。880年、ヴァイキングがエンニウム（Hennium）のまちを襲撃した。
まちは領主であるリエタール伯爵（950年から1244年まで支配）に依存していた。1053年には帝国軍に略奪され、火を放たれている。第4代リエタール伯イサークは、新しい要塞をつくった。1169年、修道院が再建され、1187年には新しい教会が建てられた。1244年、第12代のリエタール伯ボードゥアン4世はエナンのまちをアルトワ伯ロベール1世へ売却した。
まちは14世紀にはエナン＝リエタールと呼ばれていた。しかしこれは古い名前から進化していった結果である。950年から960年には、Hennium、Henninium、Heniniumといった様々なつづりが見られた。名前には、12世紀の名称St Martinus de Henainを除いて、いくつかの変種がある。14世紀に初めてアナン＝ル＝リエタール（Hanin-le-Liétard）となった。要塞によってまちに貢献していることを認識され、リエタールの名が領主の記憶に刻まれたか、または30km離れたところにあるエナン＝シュル＝コジュルのまちと単に区別するために付けられたのだろう。
リエタールの起源は確かだが、エナンの起源は乏しい。一般的にエナンはラテン語のhinniens（hénissant、嘶く）からきているという。これは疾走する馬を描いたまちの紋章と、ガリアのほとんどで馬が見つけられることで明らかである。別の者は民族集団にエナンの起源があると追求する。エナンはケルト語で「古い灰」を意味するHen-ynまたはHen-oenからきているとする。
1852年、ノール＝パ・ド・カレー盆地における石炭の発見がエナン＝リエタールに近代化をもたらした。1856年以降、大勢の外国人たちがエナン＝リエタールの炭鉱に職を求めてやってきた。1859年に鉄道会社がエナン＝リエタール駅をつくった。
1870年に普仏戦争が始まると、当時の市長がまちから逃げた。周りに推されてポール・ギャランが市長となり、やってきたプロイセン軍に対して都市防衛を組織した。エナン＝リエタールは、住民が自らの手で防衛を行った唯一の都市だった。戦後、誰もが彼に市長職にとどまって欲しいと願ったけれども、ギャランは辞任した。1888年に彼が亡くなると、大勢の群衆が集まり、まちの偉大な人物を讃えようと長い演説が行われた。
20世紀初頭、エナンはアナーキストのベネディクト・ブルシューが結成したジュヌ・シンジケートの牙城であった。
1914年から1918年まで続いた、第一次世界大戦中のドイツによる占領は困難で破壊的であった。1914年10月3日から4日にかけての夜、ドイツ軍は市庁舎で略奪行為を行った。1917年4月26日に、コミューン全体の総避難が完了した。1918年10月18日、目撃者はいないが、ドイツ軍はまちから出発する前にサン・マルタン教会を爆破した。休戦協定調印後、元の住民が1918年12月2日に帰還したと記録されている。
1944年9月に連合国によって解放されると、1945年から1947年まで共産党に属するネストル・カロンヌが市長を務めた。社会党のフェルナン・ダルシクールは1953年に市長に選出された。その後同じく社会党のジャック・ピエットが引き継いだ。1970年10月の最後の炭鉱閉鎖後、ジャック・ピエットは炭鉱のまちエナン＝リエクールを商業・サービス業のまちに移行するという、困難な仕事で交渉しなければならなかった。それがエナン＝リエクールとボーモン＝アンナルトワの合併につながった。

## 人口統計
| 1962年 | 1968年 | 1975年 | 1982年 | 1990年 | 1999年 | 2006年 | 2010年 |
| ------ | ------ | ------ | ------ | ------ | ------ | ------ | ------ |
| 25527  | 25067  | 26405  | 26037  | 26257  | 25204  | 25915  | 26278  |

参照元:1962年までEHESS、1968年以降はINSEE

## 交通
- 道路 - A1
- 鉄道 - エナン＝ボーモン駅。リールに30分、パリへは1時間35分、ブリュッセルには2時間ほどで行ける。ユーロスターで2時間18分でロンドンに着く[6]。LGV北線は停車しない。
- 空港 - リール空港レスカンは、まちから22kmのところにある[7]

## 姉妹都市
- コニン、ポーランド
- ヘルネ、ドイツ
- ウェイクフィールド、イギリス
- リュフィスク、セネガル
- ローリング・ミードウズ、イリノイ州、アメリカ合衆国